# Robótica epigenética
A robótica epigenética é uma área de pesquisa interdisciplinar com o objetivo de compreender sistemas biológicos através da integração entre a neurociência, a psicologia do desenvolvimento, e a engenharia. Os sistemas epigenéticos são caracterizados por um processo de desenvolvimento prolongado através do qual estruras cognitivas e perceptivas diversas emergem como um resultado da interação de um sistema incorporado com um ambiente físico e social. Um objetivo adicional é permitir que os robôs desenvolvam habilidades autonomamente para qualquer ambiente particular, ao invés de serem programados para um ambiente específico.